# Titularbistum Velefi
Velefi ist ein Titularbistum der römisch-katholischen Kirche, mit dem antiken Bischofssitz in Numidien. Numidien ist eine historische Landschaft in Nordafrika und liegt in großen Teilen im heutigen Tunesien und Algerien. 46 v. Chr. machte Gaius Iulius Caesar Numidien zur Provinz Africa Nova, die später mit der Provinz Africa Vetus zur Provinz Africa Proconsularis vereinigt wurde.
| Titularbischöfe von Velefi |                         |                                                            |                  |                   |
| Nr.                        | Name                    | Amt                                                        | von              | bis               |
| 1                          | João Batista Muniz CSsR | emeritierter Bischof von Barra (do Rio Grande) (Brasilien) | 9. Dezember 1966 | 16. März 1971     |
| 2                          | Jorge Bernal Vargas LC  | Prälat von Chetumal (Mexiko)                               | 7. Dezember 1973 | 15. Februar 1978  |
| 3                          | Vicente Macanan Navarra | Weihbischof in Capiz (Philippinen)                         | 23. April 1979   | 21. November 1987 |
| 4                          | Helmut Bauer            | Weihbischof in Würzburg (Deutschland)                      | 11. Juli 1988    | 5. Oktober 2024   |